# فهرست حزب‌های سیاسی در ایالات متحده آمریکا
این فهرست حزب‌های سیاسی در ایالات متحده آمریکا است. این فهرست، شامل سیاستمداران مستقل نمی‌شود.

## حزب‌های فعال

### حزب‌های بزرگ
| حزب | حزب | حزب            | ایدئولوژی                   | سال تأسیس | عضویت (۲۰۲۲) | انتخاب ریاست‌جمهوری | انتخاب ریاست‌جمهوری  | سناتورها  | نمایندگان    | نمایندگان   | فرماندارها | قانونگذاران ایالتی | مجلس‌های ایالتی | تریفکتاها |
| حزب | حزب | حزب            | ایدئولوژی                   | سال تأسیس | عضویت (۲۰۲۲) | گزینندگان          | مردم                | سناتورها  | دارای حق رای | بدون حق رای | فرماندارها | قانونگذاران ایالتی | مجلس‌های ایالتی | تریفکتاها |
| --- | --- | -------------- | --------------------------- | --------- | ------------ | ------------------ | ------------------- | --------- | ------------ | ----------- | ---------- | ------------------ | -------------- | --------- |
|     |     | حزب دموکرات    | سوسیال لیبرالیسم (آمریکایی) | ۱۸۲۸      | ۴۷٬۱۹۴٬۴۹۲   | ۳۰۶ از ۵۳۸         | ۸۱٬۲۸۴٬۷۷۸ (۵۱٫۲۷٪) | ۵۱ از ۱۰۰ | ۲۱۲ از ۴۳۵   | ۳ از ۶      | ۲۸ از ۵۵   | ۳٬۲۷۱ از ۷٬۳۸۳     | ۱۹ از ۴۹       | ۱۷ از ۴۹  |
|     |     | حزب جمهوری‌خواه | محافظه‌کاری (آمریکایی)       | ۱۸۵۴      | ۳۵٬۷۲۳٬۳۸۹   | ۲۳۲ از ۵۳۸         | ۷۴٬۲۲۴٬۵۰۱ (۴۶٫۸۲٪) | ۴۹ از ۱۰۰ | ۲۲۲ از ۴۳۵   | ۳ از ۶      | ۲۶ از ۵۵   | ۴٬۰۳۱ از ۷٬۳۸۳     | ۲۸ از ۴۹       | ۲۲ از ۴۹  |

### حزب‌های سوم

#### دارای نماینده در مجالس قانونگذاری ایالتی
| حزب | حزب | حزب              | دسترسی به رای (۲۰۲۲) | ایدئولوژی                                               | سال تأسیس | عضویت (۲۰۲۲) | انتخاب ریاست‌جمهوری | قانونگذاران ایالتی |
| --- | --- | ---------------- | --- | ------------------------------------------------------- | --------- | ------------ | ------------------ | ------------------ |
|     |     | حزب لیبرترین     | آریزونا، کالیفرنیا، کلرادو، دلاور، فلوریدا، هاوائی، آیداهو، ایندیانا، کانزاس، لس آنجلس، مریلند، مینه‌سوتا، میسیسیپی، میزوری، مونتانا، نبراسکا، نوادا، کارولینای شمالی، نیوهمپشایر، اوهایو، اکلاهما، اورگن، کارولینای جنوبی، داکوتای جنوبی، تگزاس، یوتا، ورمانت، ویرجینیای غربی، وایومینگ و واشینگتن، دی.سی. | لیبرترینیسم (آمریکایی)                                  | 1971      | ۷۲۷٬۷۷۶      | ۱٬۸۶۵٬۹۱۷ (۱٫۱۸٪)  | ۱ از ۷٬۳۸۳         |
|     |     | حزب پیشرو        | کلرادو، فلوریدا، کارولینای جنوبی، یوتا، ویرجینیا | سرمایه‌داری انسانی پوپولیسم اصلاح‌طلبی میانه‌گرایی رادیکال | ۲۰۲۲      | نامعلوم      | بدون نامزد         | ۲ از ۷٬۳۸۳         |
|     |     | حزب مترقی ورمونت | ورمونت | ترقی‌خواهی (آمریکایی) سوسیالیسم دمکراتیک                 | ۱۹۹۳      | نامعلوم      | بدون نامزد         | ۶ از ۷٬۳۸۳         |
|     |     | حزب مستقل اورگن  | اورگن | میانه‌گرایی                                              | ۲۰۰۷      | ۱۳۷٬۹۷۲      | بدون نامزد         | ۱ از ۷٬۳۸۳         |